# 特異体質
特異体質（とくいたいしつ）は、正常な体質の人では反応を示さないはずの食物や薬物などに対し、過剰かつ異常な反応を起こす体質のことである。アレルギー体質や胸腺リンパ体質、滲出性体質などがこれにあたる。食物特異体質や薬物特異体質などに分けられる。食物の場合、食物アレルギーの原因となることが多いものでは、これに異常に反応する特異体質の人が多い。人によっては、特異体質による過剰な反応により、最悪の場合死に至ることもある。
非特異的な複数の特発性効果がある患者は、不安神経症やうつ病になる可能性が高くなる。
特異体質反応は薬物濃度に依存しないようである。最小限の量の薬物でも免疫反応を引き起こすが、十分に低い濃度では、薬物が免疫反応を開始する可能性が低くなると思われている。

## 胸腺リンパ体質
胸腺の永存（通常は成長と共に縮小する）ないし肥大、全身のリンパ節、リンパ様組織の肥大を特徴とする体質で僅かな刺激でも急死することがあり、原因不明の突然死の原因にされることもあった。現代医学ではほぼ死語であると見なされている。かつては脊髄くも膜下麻酔中の突然死の原因であるとも考えられていた。